# Steve Martin
Stephen Glenn "Steve" Martin (Waco, Texas, 14 d'agost de 1945) és un actor, comediant, escriptor, productor, músic i compositor estatunidenc.

## Biografia
Estudiant de filosofia i dedicat a ensenyar aquesta disciplina, canvia bruscament d'orientació per escriure textos còmics, per després interpretar ell mateix papers en aquest registre, sense sortir mai d'un estil que li és propi, una mica excèntric.
Debuta en el cinema a l'edat de 33 anys a la pel·lícula Sergent Pepper's Lonely Hearts Club Band, del 1978, inspirada per l'àlbum dels Beatles del mateix nom. Durant molt de temps no va incloure aquest títol a la seva filmografia oficial pel fracàs que va ser la pel·lícula.
El seu primer gran paper és del 1982, fent de detectiu privat hortera a  Dead Men Don't Wear Plaid  de Carl Reiner, del qual va escriure el guió. Es tracta d'un pastitx de films negres antics on s'intercalen extractes d'aquests clàssics que s'integren perfectament dins de la narració d'una intriga excèntrica i còmica. Una escena cèlebre és aquella en la que Steve Martin sermoneja Humphrey Bogart (Philip Marlowe) que ha oblidat la seva corbata. Steve Martin rodarà l'any següent The Man with Two Brains amb el mateix realitzador.
Continua en aquest registre còmic amb La botiga dels horrors de Frank Oz (1986), paròdia musical que reprèn els tòpics de les pel·lícules de por i de la qual és igualment guionista. Roxanne vindrà l'any següent (1987), molt lliurement inspirada en  Cyrano de Bergerac. Obté el primer paper de Parenthood (Ron Howard), Father of the Bride Part 1 & 2  (Charles Shyer) i comparteix el paper protagonista de la pel·lícula Dirty Rotten Scoundrels  (de Frank Oz) amb el britànic Michael Caine, i de Bowfinger  (també de Frank Oz) amb Eddie Murphy.
És tanmateix en un altre registre que Steve Martin donarà la seva plena mesura d'actor: al paper del multimilionari Dell de la pel·lícula The Spanish Prisoner (1998) de David Mamet.
Després, tornant al registre còmic, prendrà el relleu de Peter Sellers interpretant l'Inspector Clouseau en el remake de La Pantera Rosa (The Pink Panther, Shawn Levy, 2006), després dels èxits Bringing Down the House  i Cheaper by the Dozen  (respectivament 132 i 138 milions de dòlars al box office estatunidenc). A The Pink Panther 2, del febrer de 2009, representa de nou el paper de l'inspector Clouseau.
Cal destacar que Steve Martin és igualment escriptor. El 1993, publica Picasso at the Lapin Agile, una obra teatral que relata una trobada imaginària entre el pintor i Albert Einstein.

## Filmografia[12]
| Any         | Pel·lícula                                                   | Paper                           | Notes                                                                             |
| ----------- | ------------------------------------------------------------ | ------------------------------- | --------------------------------------------------------------------------------- |
| 1972        | Another Nice Mess                                            | Hippy                           |                                                                                   |
| 1977        | The Absent-Minded Waiter                                     |                                 | Actuació curta                                                                    |
| 1978        | Sgt. Pepper's Lonely Hearts Club Band                        | Dr. Maxwell Edison              |                                                                                   |
| 1979        | The Muppet Movie                                             | Cambrer insolent                |                                                                                   |
| 1979        | The Kids Are Alright                                         |                                 | Documental                                                                        |
| 1979        | The Jerk                                                     | Navin R. Johnson                | També guionista                                                                   |
| 1981        | Pennies from Heaven                                          | Arthur                          | Nominat — Globus d'Or al millor actor musical o còmic                             |
| 1982        | Dead Men Don't Wear Plaid                                    | Rigby Reardon                   | També guionista                                                                   |
| 1983        | L'home amb dos cervells (The Man with Two Brains)            | Dr. Michael Hfuhruhurr          | També guionista                                                                   |
| 1984        | The Lonely Guy                                               | Larry Hubbard                   |                                                                                   |
| 1984        | Dues vegades jo (All of Me)                                  | Roger Cobb                      | Nominat — Globus d'Or al millor actor musical o còmic                             |
| 1985        | Amor i sexe (Movers & Shakers)                               | Fabio Longio                    |                                                                                   |
| 1986        | Els Tres Amigos (¡Three Amigos!)                             | Lucky Day                       | també guionista i productor                                                       |
| 1986        | La botiga dels horrors (Little Shop Of Horrors)              | Orin Scrivello, DDS             | Presentat com "Special Appearance"                                                |
| 1987        | Roxanne                                                      | C.D. Bales                      | també guionista i productor Nominat — Globus d'Or al millor actor musical o còmic |
| 1987        | Planes, Trains & Automobiles                                 | Neal Page                       |                                                                                   |
| 1988        | Un parell de seductors (Dirty Rotten Scoundrels)             | Freddy Benson                   |                                                                                   |
| 1989        | Parenthood                                                   | Gil Buckman                     | Nominat — Globus d'Or al millor actor musical o còmic                             |
| 1990        | El meu estimat mafiós (My Blue Heaven)                       | Vinnie Antonelli                |                                                                                   |
| 1991        | L.A. Story                                                   | Harris K. Telemacher            | també guionista i productor                                                       |
| 1991        | El pare de la núvia (Father of the Bride)                    | George Banks                    |                                                                                   |
| 1991        | Grand Canyon                                                 | Davis                           |                                                                                   |
| 1992        | HouseSitter                                                  | Newton Davis                    |                                                                                   |
| 1992        | Leap of Faith                                                | Jonas Nightengale               |                                                                                   |
| 1993        | And the Band Played On                                       | The Brother                     | Cameo                                                                             |
| 1994        | Un cop de destí (A Simple Twist of Fate)                     | Michael McCann                  | també guionista i productor                                                       |
| 1994        | Un dia de bojos (Mixed Nuts)                                 | Philip                          |                                                                                   |
| 1995        | Torna el pare de la núvia (Father of the Bride Part II)      | George Banks                    | Nominat — Globus d'Or al millor actor musical o còmic                             |
| 1996        | Sget. Bilko                                                  | Master Sergeant Ernest G. Bilko |                                                                                   |
| 1997        | La trama (The Spanish Prisoner)                              | Jimmy Dell                      |                                                                                   |
| 1998        | El príncep d'Egipte                                          | Hotep                           | Veu                                                                               |
| 1999        | The Out-of-Towners                                           | Henry Clark                     |                                                                                   |
| 1999        | Bowfinger                                                    | Bobby Bowfinger                 | també guionista                                                                   |
| 1999        | The Venice Project                                           |                                 | Cameo                                                                             |
| 1999        | Fantasia 2000                                                | Introductor                     |                                                                                   |
| 2000        | Joe Gould's Secret                                           | Charlie Duell                   |                                                                                   |
| 2001        | Novocaine                                                    | Frank Sangster                  |                                                                                   |
| 2003        | Bringing Down the House                                      | Peter Sanderson                 |                                                                                   |
| 2003        | Looney Tunes: De nou en acció (Looney Tunes: Back in Action) | Mr. Chairman                    |                                                                                   |
| 2003        | Cheaper by the Dozen                                         | Tom Baker                       |                                                                                   |
| 2004        | Jiminy Glick in Lalawood                                     |                                 | Cameo                                                                             |
| 2004        | The Merchant of Venice                                       |                                 | Cameo                                                                             |
| 2004        | CinderElmo                                                   | Barney Peters                   |                                                                                   |
| 2005        | Shopgirl                                                     | Ray Porter                      | també guionista i productor                                                       |
| 2005        | Cheaper by the Dozen 2                                       | Tom Baker                       |                                                                                   |
| 2005        | Disneyland: The First 50 Magical Years                       |                                 | ell mateix                                                                        |
| 2006        | The Pink Panther                                             | Inspector Clouseau              | remake de la primera sèrie                                                        |
| 2007 i 2008 | Wayside                                                      |                                 | Protagonista en dos episodis, un a cada temporada                                 |
| 2008        | Baby Mama                                                    | Barry                           |                                                                                   |
| 2008        | Traitor                                                      |                                 | també guionista i productor                                                       |
| 2009        | The Pink Panther 2                                           | Inspector Clouseau              | també guionista                                                                   |
| 2009        | No es tan fàcil (It's complicated)                           | Adam Schaffer                   |                                                                                   |
| 2011        | The Big Year                                                 | Stu Preissler                   |                                                                                   |
| 2015        | Home                                                         | Capità Smek                     | Veu                                                                               |
| 2015        | Love the Coopers                                             | Narrador/ Rags el gos           | Veu                                                                               |
| 2016        | Billy Lynn's Long Halftime Walk                              | Norm Oglesby                    |                                                                                   |
| 2017        | The American Epic Sessions                                   | D'ell mateix                    | Documental                                                                        |
| 2020        | Magic Camp                                                   | N/D                             | Guionista Postproducció                                                           |

## Televisió
| Any             | Títol                                                | Paper                         | Notes                                                |
| --------------- | ---------------------------------------------------- | ----------------------------- | ---------------------------------------------------- |
| 1966            | Dusty's Attic                                        | Tex                           |                                                      |
| 1967            | Off to See the Wizard                                | Simon el Pieman               | Episodi: "Qui té por de la mare oca?"                |
| 1968–1969       | The Smothers Brothers Comedy Hour                    | D'ell mateix / Rei Medieval   | 5 episodis                                           |
| 1971–1972       | The Sonny and Cher Comedy Hour                       | Personatges diversos          | 13 episodis                                          |
| 1974            | The Funnier Side of Eastern Canada                   | D'ell mateix                  | Monòleg especial                                     |
| 1976            | Doc                                                  | Brian Bogert                  | Episodi: "My Son, the Father"                        |
| 1976            | Steve Martin: On Location with Steve Martin          | D'ell mateix                  | Monòleg especial                                     |
| 1976–2009       | Saturday Night Live                                  | D'ell mateix (presentador)    | 15 episodis                                          |
| 1977            | The Muppet Show                                      | D'ell mateix                  | Episodi: "Steve Martin"                              |
| 1978            | The Carol Burnett Show                               | D'ell mateix                  | Episodi: "11.21"                                     |
| 1978            | Steve Martin: A Wild and Crazy Guy                   | D'ell mateix                  | Monòleg especial                                     |
| 1979            | Steve Martin: Homage to Steve                        | D'ell mateix                  | Monòleg especial                                     |
| 1980            | All Commercials... A Steve Martin Special            | D'ell mateix                  | Monòleg especial                                     |
| 1980            | Steve Martin: Comedy is Not Pretty                   | D'ell mateix                  | Monòleg especial                                     |
| 1981            | Steve Martin's Best Show Ever                        | D'ell mateix                  | Monòleg especial                                     |
| 1982            | Twilight Theater                                     | Various characters            | TV special                                           |
| 1984            | Domestic Life                                        | None                          | 10 episodis; creador, escriptor i productor executiu |
| 1987            | The Tracey Ullman Show                               | Rusty DeClure                 | Episodi "2.1"                                        |
| 1993            | And the Band Played On                               | El Germà                      | Pel·lícula de televisió; cameo                       |
| 1998            | The Simpsons                                         | Ray Patterson (veu)           | Episodi: "Trash of the Titans"                       |
| 2001            | Premis Oscar del 2000                                | D'ell mateix (presentador)    | Especial de televisió                                |
| 2003            | Premis Oscar de 2002                                 | D'ell mateix (presentador)    | Especial de televisió                                |
| 2008            | 30 Rock                                              | Gavin Volure                  | Episodi: "Gavin Volure"                              |
| 2010            | Premis Oscar de 2009                                 | D'ell mateix (co-presentador) | Especial de televisió                                |
| 2016            | Maya & Marty                                         | D'ell mateix                  | 3 episodis                                           |
| 2018            | An Evening You Will Forget for the Rest of Your Life | D'ell mateix                  | Monòleg especial                                     |
| 2021–actualitat | Only Murders in the Building                         | Charles-Haden Savage          | També creador, escriptor i productor executiu        |

## Guardons
Nominacions
- 2014: Grammy al millor àlbum d'americana.[2]